# 수라지 샤르마
수라지 샤르마(말라얄람어: സൂരജ് ശര്‍മ, 1993년 3월 21일 ~ )는 인도의 배우이다. 2012년 영화 《라이프 오브 파이》의 주인공 파이 역을 맡은 것으로 잘 알려져 있다.

## 출연 작품
| 연도 | 제목               | 역할      |
| ---- | ------------------ | --------- |
| 2012 | 라이프 오브 파이   | 파이 파텔 |
| 2019 | 해피 데스데이 2 유 | 사마르    |
| 2019 | 킬러맨             | 페덱스    |